# Desmin

Obecná struktura intermediárních filament

Desmin je protein, který často tvoří stavební podjednotky intermediárních filament III. typu. Vyskytuje se obvykle podél Z linie v sarkomeře svalových buněk, je tedy specifický pro svalovou tkáň. Protein byl poprvé popsán v roce 1976, poprvé izolován v roce 1977, gen byl naklonován v roce 1989, a první knockout myš s uměle vyřazeným genem pro desmin se narodila v roce 1996. Desmin se vyskytuje pouze u obratlovců, nicméně u ostatních organismů často nacházíme podobné homologické proteiny. Jedná se o protein o velikosti 52 kDa, který se vyskytuje v kosterní, hladké i srdeční svalovině.